# باشگاه ورزشی اوتسلول گالاتسی
باشگاه ورزشی اوتسلول گالاتسی (انگلیسی: ASC Oțelul Galați) یک باشگاه فوتبال مستقر در شهرستان گالاتسی، رومانی است که پس از صعود در فصل ۲۰۲۳-۲۰۲۳ از لیگ دسته دوم فوتبال رومانی در حال حاضر در لیگ دسته اول فوتبال رومانی، بالاترین سطح لیگ فوتبال در این کشور به فعالیت می‌پردازد.  